# Observatoire de Göttingen

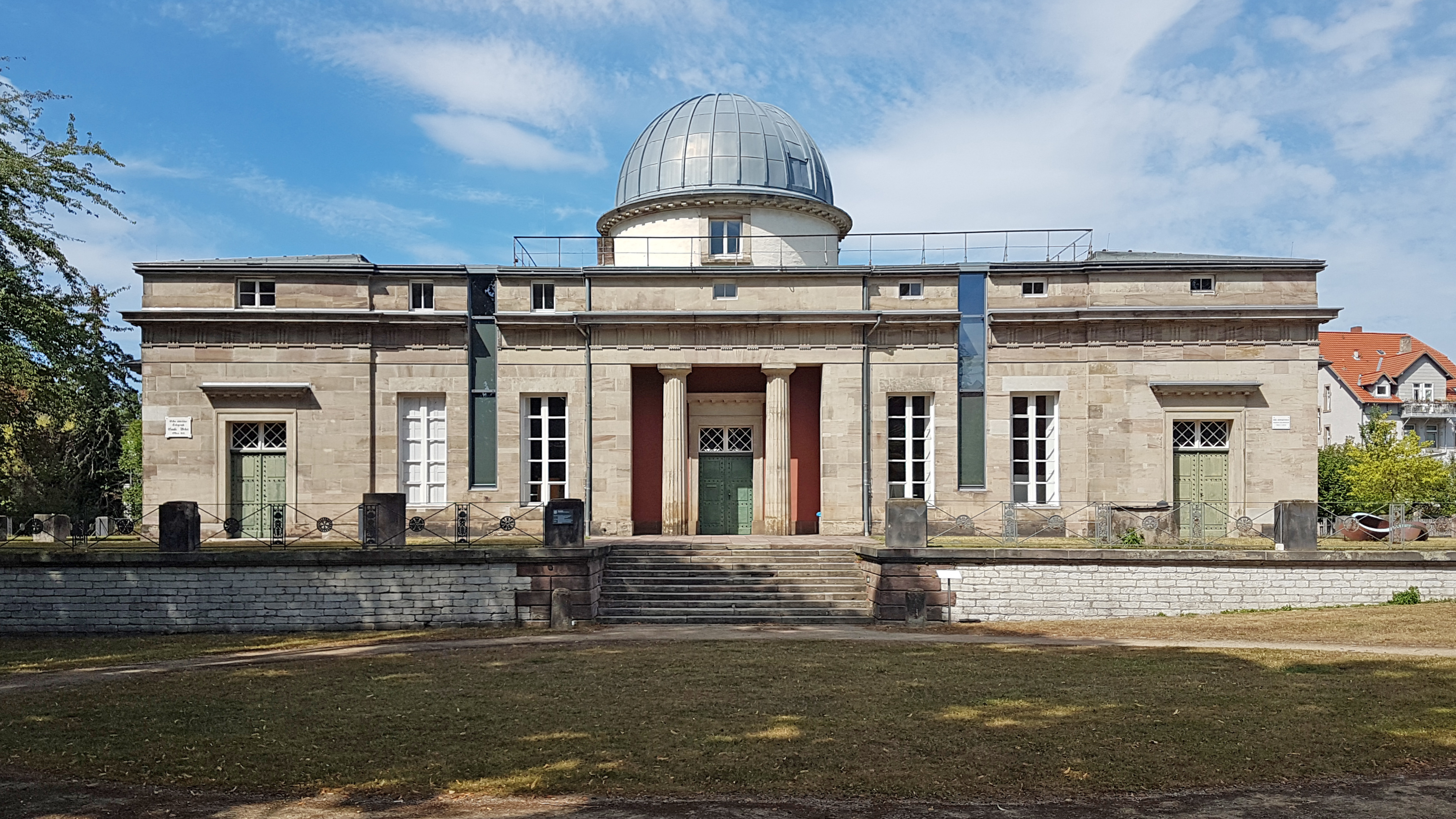
Côté sud de l'observatoire historique de Göttingen (2022)

L'Observatoire universitaire de Göttingen est un centre d'observation et de recherche astronomique créé en 1751 par l'université Georg-August de Göttingen. Il s'agit du troisième observatoire universitaire de l'espace germanophone après ceux de Vienne et de Graz.
Quatre lieux d'observations astronomiques se succédèrent à Göttingen : l'observatoire originel de 1751 était situé sur une tour des remparts de la ville qui n'a pas été conservée ; l'observatoire "historique" de la route de Geismar (Geismar Landstraße) a été inauguré en 1816 ; la station du Hainberg a repris ses fonctions d'observation en 1929 ; le nouveau bâtiment de l'Institut d'Astrophysique dispose depuis 2005 de son propre observatoire, utilisé à des fins pédagogiques.
Cet article concerne principalement l'observatoire universitaire historique de Göttingen.

## Premier observatoire sur les remparts de la ville

### Histoire

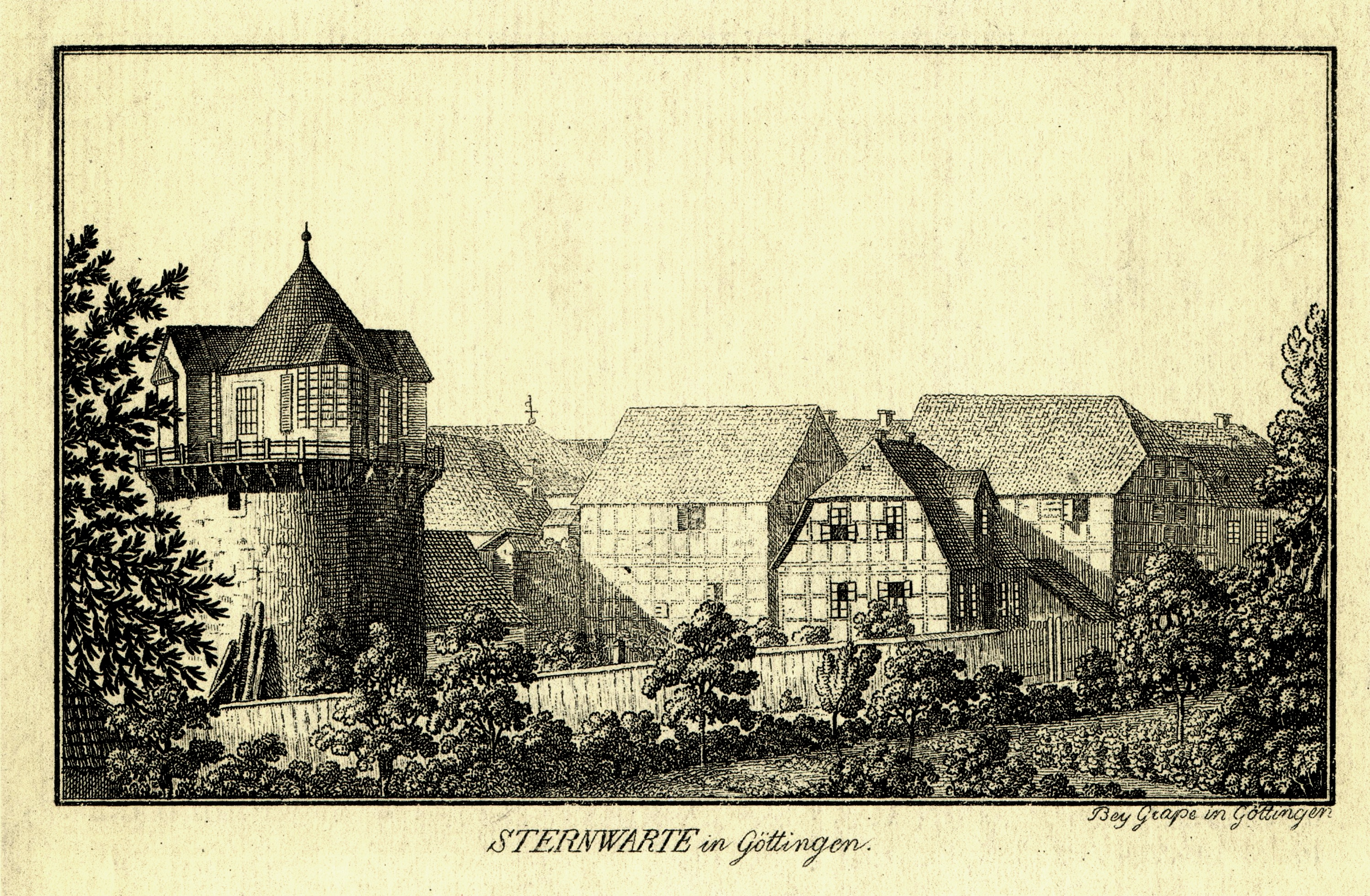
Premier observatoire de Göttingen sur une tour de l'enceinte du centre-ville, vers 1800

La construction d'un observatoire astronomique fut discutée dès 1734, lors de la fondation de l'Université de Göttingen. Dans un premier temps, on envisagea de l'installer dans l'église universitaire, puis dans la maison d'Albrecht von Haller, située dans le jardin botanique.
Mais c'est à l'occasion d'une visite du roi George II à Göttingen en 1748 que des moyens financiers furent mis à disposition de Johann Andreas von Segner afin de construire un observatoire sur une tour de l'enceinte sud du centre-ville (Turmstraße), qui offrait une vue dégagée. L'observatoire commença à fonctionner en 1751. Après le départ de Segner pour Halle en 1755, le cartographe et mathématicien Tobias Mayer prit la direction de l'observatoire et l'équipa d'instruments qu'il utilisa principalement pour ses célèbres observations de la lune jusqu'à sa mort prématurée en 1762.
Après la mort de Mayer, l'observatoire de Göttingen ne put conserver sa réputation de « centre de recherche astronomique de premier ordre ». Il fut dirigé au cours de la seconde moitié du XVIIIème siècle par  Georg Moritz Lowitz, Abraham Gotthelf Kästner et d'autres, mais resta peu utilisé, ainsi que l'atteste Lichtenberg, qui le nomme « l'observatoire inutilisé de Göttingen ». Néanmoins, deux astronomes bien connus, Johann Hieronymus Schroeter et Wilhelm Olbers, reçurent leur formation de base à Göttingen à cette époque. L'observatoire universitaire ne retrouva sa renommée mondiale qu'au début du XIXème siècle, sous la direction de Carl Friedrich Gauss.

### Instruments du premier observatoire
Le principal instrument de mesure de l'ancien observatoire était un grand quadrant mural acheté par Tobias Mayer.

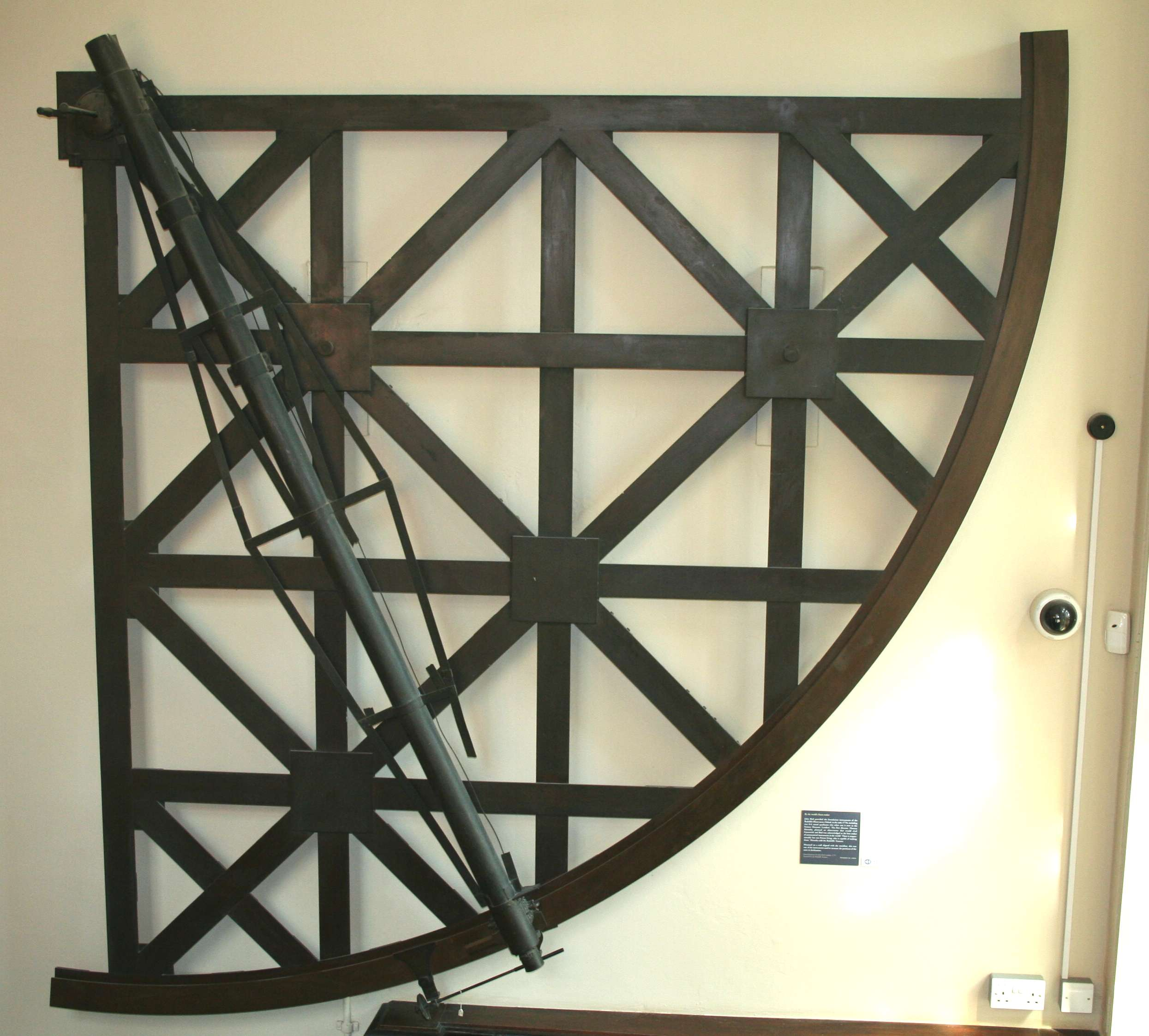
Mural Quadrant - by John Bird - London 1773

Le quadrant mural de Mayer a été conservé; il est exposé à l'Institut d'astrophysique de l'Université de Göttingen, avec d'autres appareils de la collection historique de l'ancien observatoire universitaire, tel le télescope réflecteur Herschel. Il s'agit d'un cadeau du roi George III, réalisé par Friedrich Wilhelm Herschel et installé par lui en 1786, qui possède un miroir d'un diamètre de 21,7 centimètres et une distance focale de 3 mètres.

## Observatoire historique de la Geismar Landstraße

### Histoire
Le nouveau bâtiment de l'observatoire, construit entre 1803 et 1816, se trouvait à l'extérieur des murs de la ville, sur la voie menant à Geismar (aujourd'hui Geismar Landstraße 11). Sa construction, sur un terrain en légère pente ascendante vers le nord, est financée par le roi anglo-hanovrien George III. Son architecte en fut le maître d'œuvre universitaire Georg Heinrich Borheck . Retardé par les guerres napoléoniennes, le bâtiment ne put être achevé qu'en 1816 sous l'autorité du directeur des constructions Justus Heinrich Müller,.

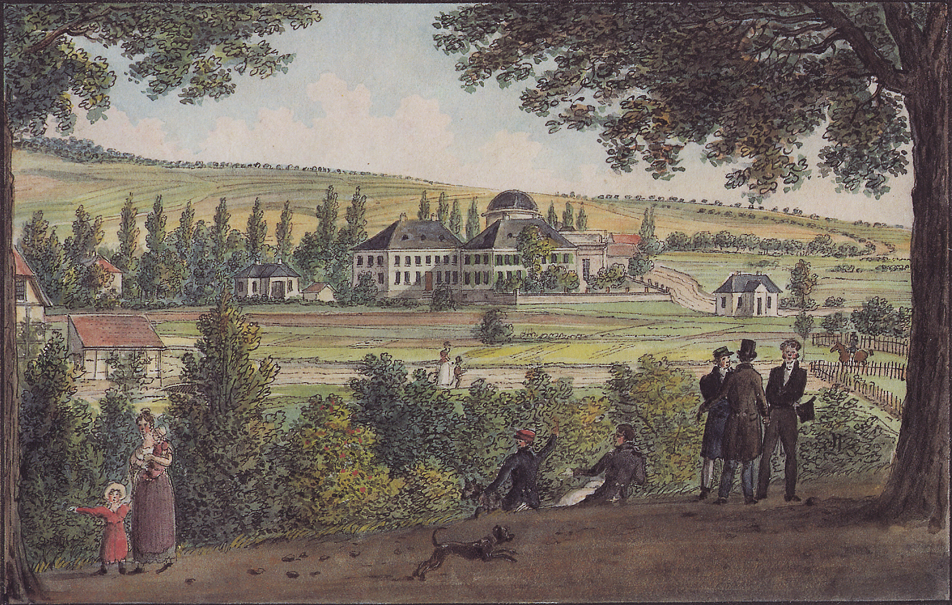
L'observatoire en 1835, vu du haut des remparts de Göttingen.

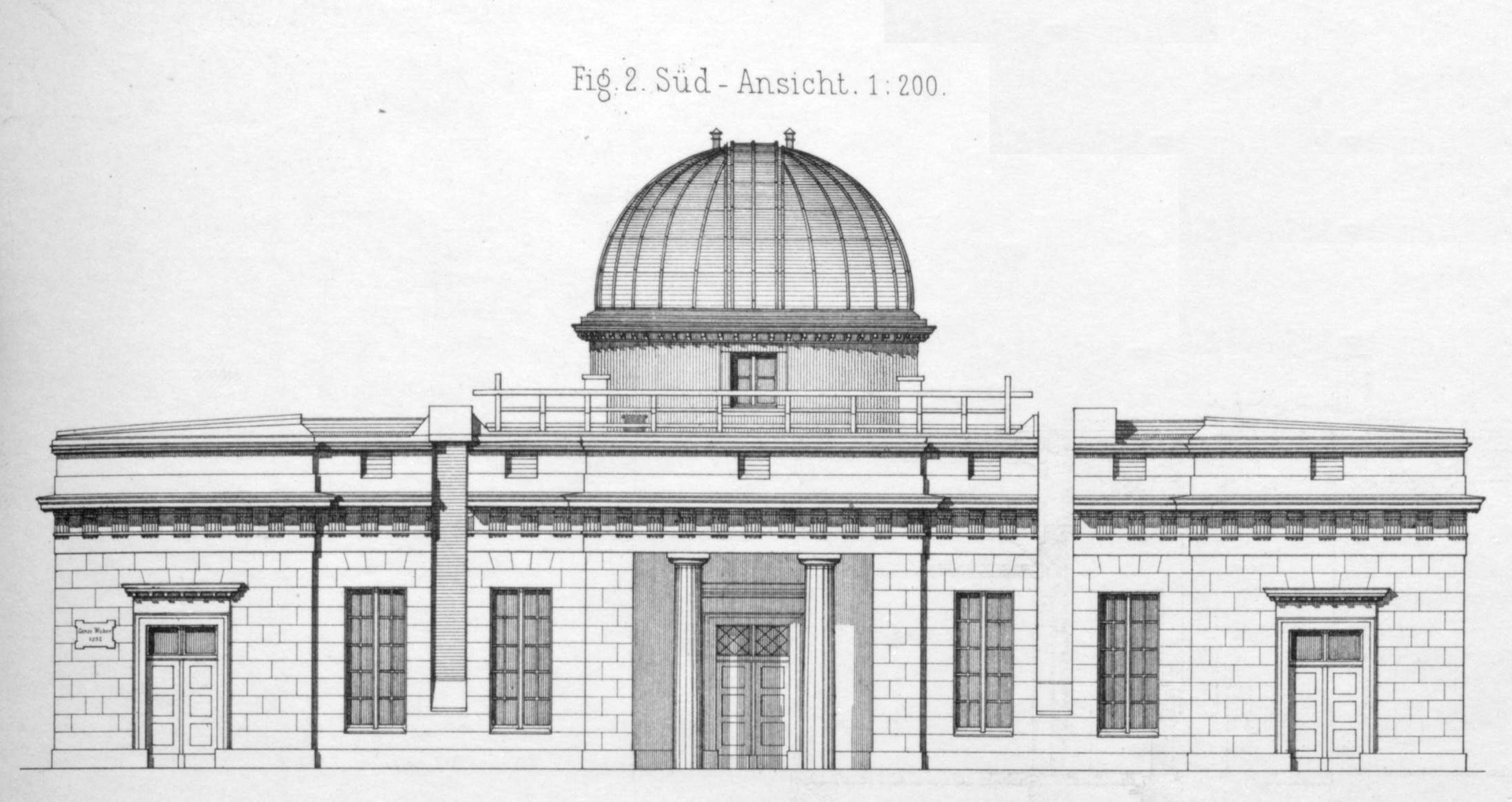
Sternwarte Göttingen, Aufriss der Südseite, 1887

Le bâtiment s'élève au-dessus d'une terrasse et comprend trois ailes. Le bâtiment principal s'ouvre sur le jardin côté sud. On accède par un escalier à la terrasse d'observation et à l'entrée centrale, entourée de hautes colonnes, De chaque côté de l'entrée se trouvent deux salles méridiennes dont les colonnes méridiennes caractéristiques sont visibles de l'extérieur. Le haut rez-de-chaussée est surplombé par un grenier bas et un toit plat accessible aux observateurs. Le centre du bâtiment est couronné par un dôme, qui n’est pas à l’origine utilisé à des fins d’observation, mais uniquement comme élément de style architectural. Sur le côté nord du bâtiment sont construites deux ailes latérales basses de deux étages contenant des espaces de vie et de travail.[réf. nécessaire]

### XIXème siècle
Le premier directeur du nouvel observatoire universitaire fut Carl Friedrich Gauss, nommé professeur ordinaire à l'université de Göttingen en 1807, qui vivait dans une aile latérale du bâtiment. En 1819, un cercle méridien fut installé dans l'observatoire. À cet effet, deux mires furent installées en 1821 à quelques kilomètres au nord et au sud de l'observatoire. Grâce à ces marquages visibles depuis l'observatoire, le cercle méridien pouvait être aligné.

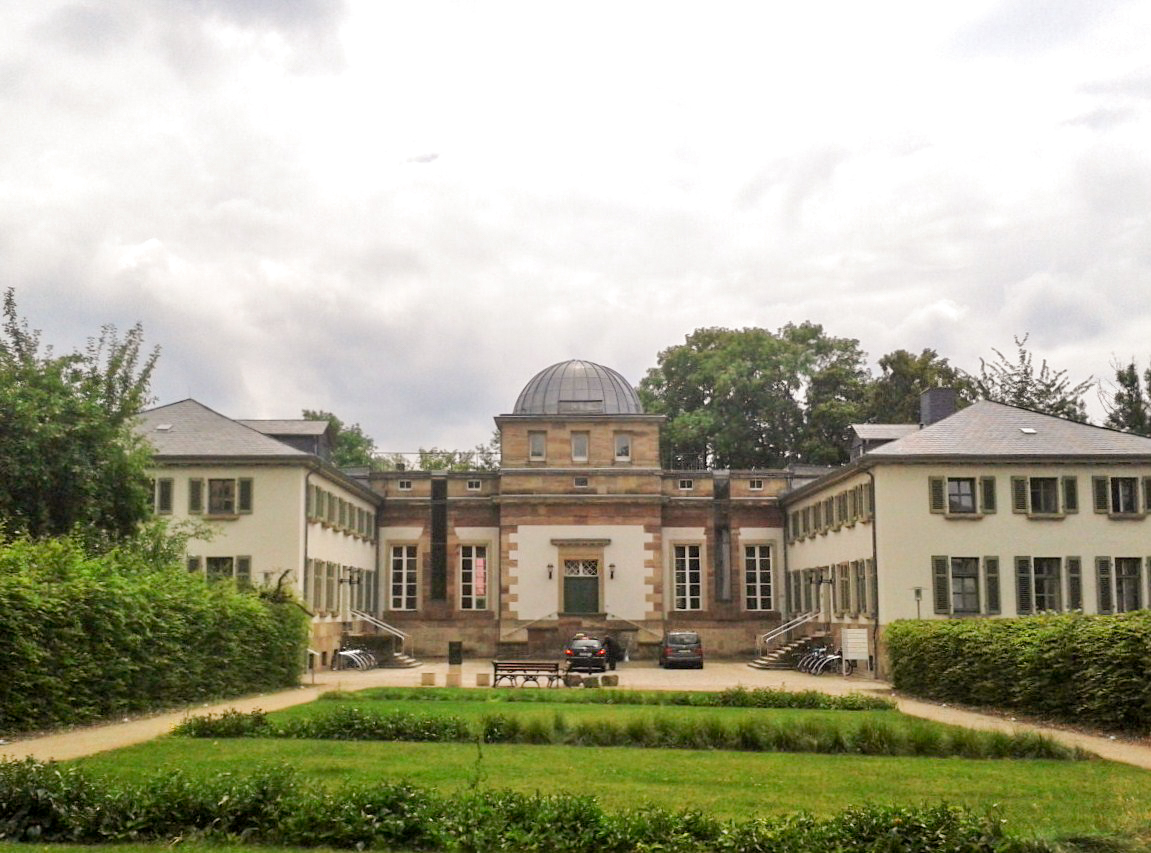
Côté nord de l'observatoire, avec les deux ailes abritant des bureaux et logements

En 1833, Gauss et Wilhelm Weber établirent la première connexion télégraphique au monde en reliant l'observatoire au cabinet physique (l'ancêtre de l'institut de physique) de Papendiek, au centre-ville de Göttingen.[réf. nécessaire]
En 1887/88, l'inspecteur en bâtiment Hans Breymann transforma bâtiment de l'observatoire, en aménageant le grenier et en le dotant de nouvelles fenêtres, et en installant de nouvelles colonnes méridiennes. Il transforma aussi le dôme en salle d'observation en le dotant d'une coupole mobile fabriquée par Howard Grubb de Dublin qui abrita une lunette astronomique de 15cm de diamètre. Aujourd'hui, des appareils optiques de l'époque de Gauss et de ses successeurs y sont conservés.[réf. nécessaire]
Karl Ludwig Harding fut un collaborateur notable de Gauss. Il compila un atlas des étoiles Atlas novus coelestis, publié en 1822. Il créa aussi deux des Cartes stellaires académiques de Berlin, un projet international dirigé par l'Académie royale des sciences de Prusse. De plus, Harding étudia les étoiles variables, les nébuleuses gazeuses et les comètes, et en découvrit plusieurs. Il vécut  jusqu'à sa mort dans l'aile est du bâtiment de l'observatoire[réf. nécessaire].
Après la mort de Gauss en 1855, Wilhelm Klinkerfues prit la direction de l'observatoire. Il s'occupait principalement de la détermination des positions stellaires et de météorologie. Son successeur fut Wilhelm Schur.[réf. nécessaire]

### XXesiècle
À partir de 1901, Karl Schwarzschild, l'un des fondateurs de l'astrophysique moderne, travailla à l'observatoire. Il rejoint en 1909 l'Institut d'astrophysique de Potsdam. Dans les années 1920 et 1930, Johannes Franz Hartmann, Hans Kienle et Paul ten Bruggencate continuèrent de développer l'astronomie à l'université de Göttingen.[réf. nécessaire]
Après la Seconde Guerre mondiale , Hans-Heinrich Voigt, Rudolf Kippenhahn et Egon-Horst Schröter travaillèrent notamment à Göttingen et donnèrent à l'observatoire une renommée mondiale dans les domaines de l'astrophysique stellaire et de la plysique solaire. Le groupe de recherche développé par Kippenhahn au début des années 1970 comprenait notamment Immo Appenzeller et Klaus Fricke, et s'ouvrait à l'international avec Judith Perry, Harold Yorke et Werner Tscharnuter. Plusieurs étudiants y furent formés qui firent ensuite des carrières notables, parmi lesquels Monika Beltrametti, Hermann-Josef Röser ou Claude Bertout.[réf. nécessaire]
En 2005, l'Institut d'Astrophysique emménagea dans un nouveau bâtiment moderne sur le campus nord de l'université. Au cours de la rénovation de l'observatoire historique commencée en février 2007, les intérieurs ont été restaurés selon les plans originaux afin de rendre justice au patrimoine historique universitaire. Tous les ajouts ultérieurs ont été supprimés et la structure du bâtiment rétablie comme à l'époque de sa construction. Partout où cela s’est avéré impossible, les structures ont été restaurées dans l’état où elles se trouvaient après la première modification majeure en 1887/88.
L'un des changements les plus importants a été la restauration des deux salles méridiennes, qui avaient au cours de ans été transformées en bureaux grâce à l'insertion de plafonds et de cloisons. En outre, d’importantes remises en état ont été réalisées dans les deux ailes latérales qui étaient autrefois des quartiers d'habitation et avaient été transformées en bureaux et salles de travail.[réf. nécessaire]
La peinture des salles du bâtiment principal a été refaite selon les plans historiques. Dans la chambre inférieure de la coupole, la peinture au pochoir de 1816, avec ses ornements floraux et son dessin à caissons typique de l'époque classique a été recréée. Aujourd'hui, l'observatoire historique est devenu l'une des vitrines de l'université. Il utilisé comme lieu de conférences et de séminaires et est ouvert au public pour des événements et des expositions.
De 2007 à 2021, le Collège Lichtenberg a été hébergé dans les locaux de l'observatoire. Dans ce cadre, un forum international pour les scientifiques des sciences humaines et sociales facilitait  notamment les coopérations interdisciplinaires.